# روث ويليام
روث ويليام (بالإنجليزية: Ruth Hale)‏ هي صحفية أمريكية، ولدت في 1887 في تينيسي في الولايات المتحدة، وتوفيت في 18 سبتمبر 1934 في مانهاتن في الولايات المتحدة.

## وصلات خارجية
- روث ويليام على موقع قاعدة بيانات برودواي على الإنترنت (الإنجليزية)
- روث ويليام على موقع إن إن دي بي (الإنجليزية)